# Мунгалово
Мунгалово — упразднённое село в Магдагачинском районе Амурской области России.

## География
Урочище находится в центральной части Амурской области, на левом берегу реки Амур, на расстоянии примерно 64 километров (по прямой) к юго-юго-востоку от посёлка городского типа Магдагачи, административного центра района. Абсолютная высота — 214 метров над уровнем моря.

## История
По данным 1926 года в селе имелось 43 хозяйства (41 крестьянского типа и 2 прочих) и проживало 279 человек (142 мужчины и 137 женщин). В национальном составе населения преобладали русские. В административном отношении являлось центром Мунгаловского сельсовета Тыгдинского района Зейского округа Дальневосточного края.
После упразднения Мунгаловского сельсовета в 1959 году было включено в состав Черняевского сельсовета.